# Sajóbábony
Sajóbábony is een plaats (nagyközség) en gemeente in het Hongaarse comitaat Borsod-Abaúj-Zemplén. Sajóbábony telt 3140 inwoners (2001).